# Supercopa Libertadores de 1989
A Supercopa Libertadores 1989 foi a segunda edição deste torneio de futebol que reunia os clubes campeões da Taça Libertadores da América. O campeão foi o Boca Juniors, da Argentina, que na final venceu a equipe do Independiente, também da Argentina.
Desta vez, a competição reuniu um número par de participantes, 14 no total. Ainda assim, a exemplo do que ocorrera na edição anterior, houve sorteio para definir a equipe que passaria diretamente para a próxima fase. Desta forma, o Boca Juniors foi promovido diretamente às quartas-de-final. O Racing, campeão do ano anterior, também estreou direto na segunda fase da competição.

## Participantes
| Argentina          |                |                                                                      |
| Clube              | Cidade         | Classificação                                                        |
| ------------------ | -------------- | -------------------------------------------------------------------- |
| Argentinos Juniors | Buenos Aires   | Campeão da Libertadores de 1985                                      |
| Boca Juniors       | Buenos Aires   | Campeão da Libertadores de 1977 e 1978                               |
| Estudiantes        | La Plata       | Campeão da Libertadores de 1968, 1969 e 1970                         |
| Independiente      | Avellaneda     | Campeão da Libertadores de 1964, 1965, 1972, 1973, 1974, 1975 e 1984 |
| Racing             | Avellaneda     | Campeão da Libertadores de 1967                                      |
| River Plate        | Buenos Aires   | Campeão da Libertadores de 1986                                      |
| Brasil             |                |                                                                      |
| Clube              | Cidade         | Classificação                                                        |
| Cruzeiro           | Belo Horizonte | Campeão da Libertadores de 1976                                      |
| Flamengo           | Rio de Janeiro | Campeão da Libertadores de 1981                                      |
| Grêmio             | Porto Alegre   | Campeão da Libertadores de 1983                                      |
| Santos             | Santos         | Campeão da Libertadores de 1962 e 1963                               |
| Colômbia           |                |                                                                      |
| Clube              | Cidade         | Classificação                                                        |
| Atlético Nacional  | Medellín       | Campeão da Libertadores de 1989                                      |
| Paraguai           |                |                                                                      |
| Clube              | Cidade         | Classificação                                                        |
| Olimpia            | Assunção       | Campeão da Libertadores de 1979                                      |
| Uruguai            |                |                                                                      |
| Clube              | Cidade         | Classificação                                                        |
| Nacional           | Montevidéu     | Campeão da Libertadores de 1971, 1980 e 1988                         |
| Peñarol            | Montevidéu     | Campeão da Libertadores de 1960, 1961, 1966, 1982 e 1987             |

## Tabela

### Primeira fase
Jogos de ida
| 3 de outubro de 1989 | Flamengo | 0 – 1 | Argentinos Juniors | Maracanã, Rio de Janeiro (RJ)             |
| 21:30 (UTC-3)        |          |       | Rudman             | Público: 13,665 Árbitro: Gabriel González |

- Flamengo: Zé Carlos; Paulo Cruz (Uidemar), Márcio Rossini (Leandro), Júnior Baiano e Malhado; Aílton, Júnior e Borghi; Alcindo, Nando e Zinho. Técnico: João Carlos.
- Argentinos Juniors: Goyen; Malvárez, Cejas, Rodríguez e Mac Allister; Ortega, Cáceres e Cagna (Batista); Airez (González), Rudman e Castillo. Técnico: Nito Veiga.

| 4 de outubro de 1989 | Estudiantes                      | 3 – 0 | Peñarol | Jorge Luis Hirschi, La Plata (Argentina) |
|                      | Patricio Mac Allister · Di Carlo |       |         |                                          |

| 4 de outubro de 1989 | Nacional               | 2 – 1     | Atlético Nacional | Centenario, Montevidéu (Uruguai) |
|                      | Dely Valdés · Ostolaza | Relatório | Usuriaga          | Árbitro: Abel Gnecco             |

| 4 de outubro de 1989 | Santos      | 1 – 2 | Independiente                 | Vila Belmiro, Santos (SP)                        |
| 22:00 (UTC-3)        | Ditinho 85' |       | Alfaro Moreno 11' · Insúa 37' | Público: 2,176 pagantes Árbitro: Ernesto Filippi |

- Santos: Sérgio; Ditinho, Davi (Cássio), Luizinho e Wladimir; César Sampaio, César Ferreira, Ernâni (Juary) e Jorginho Putinati; Paulinho McLaren e Heriberto. Técnico: Nicanor de Carvalho.
- Independiente: Pereira; Altamirano, Delgado, Monzon e Vazquez; Bianco, Ludueña e Insua (Marcelo Morales); Bochini, Reggiardo (Luiz Artime) e Alfaro Moreno. Técnico: Jorge Solari.

| 4 de outubro de 1989 | Olimpia           | 2 – 0 | Cruzeiro | Defensores del Chaco, Assunção (Paraguai) |
|                      | Samaniego · Neffa |       |          | Árbitro: Juan Oscar Ortubé                |

| 5 de outubro de 1989 | River Plate          | 2 – 1 | Grêmio         | Monumental de Núñez, Buenos Aires (Argentina) |
|                      | Centurión · Borrelli |       | Adílson Heleno | Árbitro: Salvador Imperatore                  |

Jogos de volta
| 10 de outubro de 1989 | Argentinos Juniors             | 2 – 1 | Flamengo  | José Amalfitani, Buenos Aires (Argentina) |
|                       | Airez 48' · Vidal González 49' |       | Nando 44' | Árbitro: Juan Francisco Ramírez           |

- Flamengo: Zé Carlos; Josimar (Uidemar), Júnior, Fernando e Leonardo; Aílton, Renato Carioca (Borghi) e Zico; Alcindo, Nando e Zinho. Técnico: Valdir Espinosa.
- Argentinos Juniors: Goyen; Malvárez, Cejas, Osvaldo Rodríguez e Mac Allister (Mayor); Cáceres, Rudman e Cagna; Airez (Leonardo Rodríguez), González e Castillo. Técnico: Nito Veiga.

| 11 de outubro de 1989 | Peñarol                             | 2 – 0 | Estudiantes | Centenario, Montevidéu (Uruguai) |
|                       | Carrasco 38' · Mauricio Silvera 90' |       |             |                                  |

| 11 de outubro de 1989 | Atlético Nacional | 2 – 0     | Nacional | Atanasio Girardot, Medellín (Colômbia) |
|                       | Arango · Trellez  | Relatório |          | Árbitro: Luis Carlos Félix             |

| 11 de outubro de 1989 | Independiente  | 2 – 0 | Santos | La Doble Visera, Avellaneda (Argentina) |
|                       | Insúa · Monzón |       |        | Árbitro: Elías Jácome                   |

- Independiente: Pereira; Altamirano, Delgado, Monzon e Vazquez; Bianco, Ludueña, Insua e Bochini; Reggiardo e Alfaro Moreno. Técnico: Jorge Solari
- Santos: Sérgio; Ditinho, Davi, Luiz Carlos e Wladimir; César Sampaio, César Ferreira, Jorginho e Ernâni; Carlinhos e Tuíco. Técnico: Nicanor de Carvalho

| 11 de outubro de 1989 | Cruzeiro                    | 3 – 0 | Olimpia | Mineirão, Belo Horizonte (MG) |
|                       | Chamas (C) · Édson · Careca |       |         | Árbitro: Jorge Eduardo Romero |

| 11 de outubro de 1989 | Grêmio                | 2 – 1 | River Plate | Olímpico, Porto Alegre (RS)  |
|                       | Kita · Adílson Heleno |       | Centurión   | Árbitro: José Martínez Bazán |

|                                         |     | Penalidades                       |  |
| Edinho: Adílson Heleno: Jandir: Hélcio: | 4–1 | Batista: Medina Bello: Batistuta: |  |

* Por sorteio, o Boca Juniors entrou direto nas quartas-de-final, assim como o Racing, campeão da edição anterior.

### Quartas-de-final
Jogos de ida
| 18 de outubro de 1989 | Atlético Nacional | 2 – 2 | Independiente    | Medellín (Colômbia) |
|                       | Trellez           |       | Ludueña · Giusti |                     |

| 19 de outubro de 1989 | Boca Juniors | 0 – 0 | Racing | La Bombonera, Buenos Aires (Argentina) |
|                       |              |       |        | Árbitro: Juan Antonio Bava             |

- Boca Juniors: Navarro Montoya; Stafuza, Simón, Marchesini e Cucciuffo; Giunta, Marangoni e Latorre; Gutiérrez, Perazzo e Barberón (Hoyos). Técnico: Carlos Aimar.
- Racing: Vivalda; Olarán, Brown, Fabbri e Míguez; Acuña, Pérez e Olarticoechea; Escudero, Lanzidei e Cabral (Botana). Técnico: Pedro Marchetta.

| 24 de outubro de 1989 | Grêmio | 0 – 1 | Estudiantes | Olímpico, Porto Alegre (RS) |
|                       |        |       | Cariaga     |                             |

| 25 de outubro de 1989 | Cruzeiro | 1 – 1 | Argentinos Juniors | Mineirão, Belo Horizonte (MG) |
|                       | Hamílton |       | Airez              |                               |

Jogos de volta
| 25 de outubro de 1989 | Independiente          | 2 – 0 | Atlético Nacional | Avellaneda (Argentina) |
|                       | Alfaro Moreno · Monzón |       |                   |                        |

| 26 de outubro de 1989 | Racing | 1 – 2 | Boca Juniors         | Juan Domingo Perón, Avellaneda (Argentina) |
|                       | Fabbri |       | Ponce (P) · Cuciuffo | Árbitro: Juan Carlos Lousteau              |

- Racing: Vivalda; Olarán (Lamadrid), Brown, Fabbri e Míguez; Acuña, Pérez e Olarticoechea (De Llano); Escudero, Lanzidei e Castaño. Técnico: Pedro Marchetta.
- Boca Juniors: Navarro Montoya; Stafuza, Simón, Marchesini e Cucciuffo; Giunta, Marangoni e Ponce; Graciani, Perazzo (Musladini) e Barberón (Carrizo). Técnico: Carlos Aimar.

| 1º de novembro de 1989 | Estudiantes | 0 – 3 | Grêmio              | Jorge Luis Hirschi, La Plata (Argentina) |
|                        |             |       | Paulo Egídio · Cuca | Árbitro: Gastón Castro                   |

- Estudiantes: Battaglia; Craviotto, Trotta, Agüero e Ramírez; Peinado, Vargas e Cardoso (Kuyumchoglu); Cariaga, Márquez (Di Cario) e Mac Allister. Técnico: Eduardo Solari.
- Grêmio: Mazaropi; Alfinete, Luís Eduardo, Edinho e Fábio; Jandir, Lino e Adílson Heleno; Cuca, Kita (Vilson) e Paulo Egídio. Técnico: Cláudio Duarte.

| 1º de novembro de 1989 | Argentinos Juniors | 2 – 0 | Cruzeiro | José Amalfitani, Buenos Aires (Argentina) |
|                        | Airez · Cáceres    |       |          | Árbitro: Juan Oscar Ortubé                |

- Argentinos Juniors: Goyen; Malvárez, Rodríguez, Ortega e Mac Allister; Cáceres, Redondo e Castillo; Airez, Rudman (Moglovero) e Vidal (Cagna). Técnico: Nito Veiga.
- Cruzeiro: Paulo César; Balu, Gilson Jáder, Gilmar Francisco (Ramón) e Eduardo; Ademir, Betinho e Careca; Heider (Marcinho), Hamilton e Édson. Técnico: Ênio Andrade.

### Semifinais
Jogos de ida
| 8 de novembro de 1989 | Grêmio | 0 – 0 | Boca Juniors | Olímpico, Porto Alegre (RS)    |
|                       |        |       |              | Árbitro: Juan Daniel Cardelino |

- Grêmio: Mazarópi; Fábio, Luís Eduardo, Vilson e Hélcio; Jandir (Darci), Cuca, Lino e Adilson Heleno; Kita (Assis) e Paulo Egídio. Técnico: Cláudio Duarte.
- Boca Juniors: Navarro Montoya; Stafuza, Simón, Marchesini e Cucciuffo; Giunta, Marangoni e Ponce; Graciani, Latorre (Carrizo) e Barberón. Técnico: Carlos Aimar.

| 8 de novembro de 1989 | Argentinos Juniors | 0 – 1 | Independiente | Buenos Aires (Argentina) |
|                       |                    |       | Giusti        |                          |

Jogos de volta
| 16 de novembro de 1989 | Boca Juniors         | 2 – 0 | Grêmio | La Bombonera, Buenos Aires (Argentina) |
|                        | Marangoni · Cuciuffo |       |        | Árbitro: Juan Escobar Valdez           |

- Boca Juniors: Navarro Montoya; Stafuza, Simón, Marchesini e Cuciuffo; Giunta, Marangoni e Ponce; Graciani, Latorre (Carrizo) e Perazzo (Berti). Técnico: Carlos Aimar.
- Grêmio: Mazarópi; Alfinete, Edinho (Vilson), Luís Eduardo e Hélcio; Jandir, Lino (Sérgio Araújo) e Adilson Heleno; Cuca, Kita e Paulo Egídio. Técnico: Cláudio Duarte.

| 16 de novembro de 1989 | Independiente     | 2 – 1 | Argentinos Juniors | Avellaneda (Argentina) |
|                        | Insúa · Reggiardo |       | Cáceres (P)        |                        |

### Finais
1º jogo
| 22 de novembro de 1989 | Boca Juniors | 0 – 0 | Independiente | La Bombonera, Buenos Aires (Argentina)      |
|                        |              |       |               | Público: 65,000 Árbitro: Francisco Lamolina |

| Boca Juniors | Independiente |

| BOCA JUNIORS: |    |            |  |     |
|               |    |            |  |     |
| G             | 1  | Montoya    |  |     |
| LD            | 4  | Stafuzza   |  |     |
| Z             |    | Simón (C)  |  |     |
| Z             | 6  | Marchesini |  |     |
| LE            | 3  | Cuciuffo   |  |     |
| V             | 8  | Giunta     |  |     |
| V             | 5  | Marangoni  |  |     |
| M             | 10 | Ponce      |  |     |
| M             | 11 | Latorre    |  |     |
| A             | 7  | Graciani   |  |     |
| A             | 9  | Perazzo    |  | 29' |
| Substituição: |    |            |  |     |
| M             |    | Berti      |  | 29' |
| Treinador:    |    |            |  |     |
| Carlos Aimar  |    |            |  |     |

| INDEPENDIENTE: |    |               |  |     |
|                |    |               |  |     |
| G              | 12 | Pereira       |  |     |
| LD             | 19 | Morales       |  |     |
| Z              |    | Monzón        |  |     |
| Z              |    | Delgado       |  | 45' |
| LE             | 4  | Altamirano    |  |     |
| V              | 8  | Bianco        |  |     |
| V              |    | Ludueña       |  |     |
| M              |    | Giusti (C)    |  |     |
| M              | 7  | Insúa         |  |     |
| A              |    | Reggiardo     |  | 66' |
| A              |    | Alfaro Moreno |  |     |
| Substituição:  |    |               |  |     |
| Z              |    | Lozano        |  | 45' |
| A              |    | Ubaldi        |  | 66' |
| Treinador:     |    |               |  |     |
| Jorge Solari   |    |               |  |     |

2º jogo
| 29 de novembro de 1989 | Independiente | 0 – 0 | Boca Juniors | La Doble Visera, Avellaneda (Argentina)    |
|                        |               |       |              | Público: 70,000 Árbitro: Juan Antonio Bava |

|                                    |     | Penalidades                                   |  |
| Bianco: Altamirano: Insúa: Artime: | 3–5 | Ponce: Marchesini: Latorre: Stafuzza: Giunta: |  |

| Independiente | Boca Juniors |

| INDEPENDIENTE: |    |               |  |     |
|                |    |               |  |     |
| G              | 12 | Pereira       |  |     |
| LD             | 19 | Morales       |  |     |
| Z              |    | Monzón        |  |     |
| Z              |    | Delgado       |  |     |
| LE             | 4  | Altamirano    |  |     |
| V              | 8  | Bianco        |  |     |
| V              |    | Ludueña       |  |     |
| M              |    | Giusti (C)    |  |     |
| M              | 7  | Insúa         |  |     |
| A              |    | Reggiardo     |  | 60' |
| A              |    | Alfaro Moreno |  | 85' |
| Substituição:  |    |               |  |     |
| M              |    | Bochini       |  | 60' |
| A              | 23 | Artime        |  | 85' |
| Treinador:     |    |               |  |     |
| Jorge Solari   |    |               |  |     |

| BOCA JUNIORS: |    |            |  |     |
|               |    |            |  |     |
| G             | 1  | Montoya    |  |     |
| LD            | 4  | Stafuzza   |  |     |
| Z             |    | Simón (C)  |  |     |
| Z             | 6  | Marchesini |  |     |
| LE            | 3  | Cuciuffo   |  |     |
| V             | 8  | Giunta     |  |     |
| V             | 5  | Marangoni  |  |     |
| M             | 10 | Ponce      |  |     |
| M             | 11 | Latorre    |  |     |
| A             | 7  | Graciani   |  | 66' |
| A             | 9  | Perazzo    |  | 76' |
| Substituição: |    |            |  |     |
| A             | 25 | Pico       |  | 66' |
| M             |    | Berti      |  | 76' |
| Treinador:    |    |            |  |     |
| Carlos Aimar  |    |            |  |     |

## Confrontos
|  | Oitavas de final | Oitavas de final   | Oitavas de final | Oitavas de final |                   |                    | Quartas de final | Quartas de final | Quartas de final |  |                    | Semifinais         | Semifinais         | Semifinais         |  |               | Final               | Final               | Final               | Final               | Final               |
|  |                  |                    |                  |                  |                   |                    |                  |                  |                  |  |                    | 8 a 16 de novembro | 8 a 16 de novembro | 8 a 16 de novembro |  |               | 22 e 29 de novembro | 22 e 29 de novembro | 22 e 29 de novembro | 22 e 29 de novembro | 22 e 29 de novembro |
|  |                  |                    |                  |                  |                   |                    |                  |                  |                  |  |                    |                    |                    |                    |  |               |                     |                     |                     |                     |                     |
|  | 1                | Argentinos Juniors | 1                | 2                |                   |                    |                  |                  |                  |  |                    |                    |                    |                    |  |               |                     |                     |                     |                     |                     |
|  | 16               | Flamengo           | 0                | 1                |                   |                    |                  |                  |                  |  |                    |                    |                    |                    |  |               |                     |                     |                     |                     |                     |
|  | 16               | Flamengo           | 0                | 1                |                   | Argentinos Juniors | 1                | 2                |                  |  |                    |                    |                    |                    |  |               |                     |                     |                     |                     |                     |
|  |                  |                    |                  |                  |                   | Argentinos Juniors | 1                | 2                |                  |  |                    |                    |                    |                    |  |               |                     |                     |                     |                     |                     |
|  |                  | Cruzeiro           | 1                | 0                |                   |                    |                  |                  |                  |  |                    |                    |                    |                    |  |               |                     |                     |                     |                     |                     |
|  | 8                | Cruzeiro           | 1                | 0                | Cruzeiro          | 0                  | 3                |                  |                  |  |                    |                    |                    |                    |  |               |                     |                     |                     |                     |                     |
|  | 8                |                    |                  |                  | Cruzeiro          | 0                  | 3                |                  |                  |  |                    |                    |                    |                    |  |               |                     |                     |                     |                     |                     |
|  | 9                | Olimpia            | 2                | 0                |                   |                    |                  |                  |                  |  |                    |                    |                    |                    |  |               |                     |                     |                     |                     |                     |
|  | 9                | Olimpia            | 2                | 0                |                   |                    |                  |                  |                  |  | Argentinos Juniors | 0                  | 1                  |                    |  |               |                     |                     |                     |                     |                     |
|  |                  |                    |                  |                  |                   |                    |                  |                  |                  |  | Argentinos Juniors | 0                  | 1                  |                    |  |               |                     |                     |                     |                     |                     |
|  |                  | Independiente      | 1                | 2                |                   |                    |                  |                  |                  |  |                    |                    |                    |                    |  |               |                     |                     |                     |                     |                     |
|  | 5                | Independiente      | 1                | 2                | Independiente     | 2                  | 2                |                  |                  |  |                    |                    |                    |                    |  |               |                     |                     |                     |                     |                     |
|  | 5                |                    |                  |                  | Independiente     | 2                  | 2                |                  |                  |  |                    |                    |                    |                    |  |               |                     |                     |                     |                     |                     |
|  | 12               | Santos             | 1                | 0                |                   |                    |                  |                  |                  |  |                    |                    |                    |                    |  |               |                     |                     |                     |                     |                     |
|  | 12               | Santos             | 1                | 0                |                   | Independiente      | 2                | 2                |                  |  |                    |                    |                    |                    |  |               |                     |                     |                     |                     |                     |
|  |                  |                    |                  |                  |                   | Independiente      | 2                | 2                |                  |  |                    |                    |                    |                    |  |               |                     |                     |                     |                     |                     |
|  |                  | Atlético Nacional  | 2                | 0                |                   |                    |                  |                  |                  |  |                    |                    |                    |                    |  |               |                     |                     |                     |                     |                     |
|  | 4                | Atlético Nacional  | 2                | 0                | Atlético Nacional | 1                  | 2                |                  |                  |  |                    |                    |                    |                    |  |               |                     |                     |                     |                     |                     |
|  | 4                |                    |                  |                  | Atlético Nacional | 1                  | 2                |                  |                  |  |                    |                    |                    |                    |  |               |                     |                     |                     |                     |                     |
|  | 13               | Nacional           | 2                | 0                |                   |                    |                  |                  |                  |  |                    |                    |                    |                    |  |               |                     |                     |                     |                     |                     |
|  | 13               | Nacional           | 2                | 0                |                   |                    |                  |                  |                  |  |                    |                    |                    |                    |  | Independiente | 0                   | 0 (3)               |                     |                     |                     |
|  |                  |                    |                  |                  |                   |                    |                  |                  |                  |  |                    |                    |                    |                    |  | Independiente | 0                   | 0 (3)               |                     |                     |                     |
|  |                  | Boca Juniors       | 0                | 0 (5)            |                   |                    |                  |                  |                  |  |                    |                    |                    |                    |  |               |                     |                     |                     |                     |                     |
|  | 2                | Boca Juniors       | 0                | 0 (5)            | Estudiantes       | 3                  | 0                |                  |                  |  |                    |                    |                    |                    |  |               |                     |                     |                     |                     |                     |
|  | 2                |                    |                  |                  | Estudiantes       | 3                  | 0                |                  |                  |  |                    |                    |                    |                    |  |               |                     |                     |                     |                     |                     |
|  | 15               | Peñarol            | 0                | 2                |                   |                    |                  |                  |                  |  |                    |                    |                    |                    |  |               |                     |                     |                     |                     |                     |
|  | 15               | Peñarol            | 0                | 2                |                   | Estudiantes        | 1                | 0                |                  |  |                    |                    |                    |                    |  |               |                     |                     |                     |                     |                     |
|  |                  |                    |                  |                  |                   | Estudiantes        | 1                | 0                |                  |  |                    |                    |                    |                    |  |               |                     |                     |                     |                     |                     |
|  |                  | Grêmio             | 0                | 3                |                   |                    |                  |                  |                  |  |                    |                    |                    |                    |  |               |                     |                     |                     |                     |                     |
|  | 7                | Grêmio             | 0                | 3                | Grêmio            | 1                  | 2 (4)            |                  |                  |  |                    |                    |                    |                    |  |               |                     |                     |                     |                     |                     |
|  | 7                |                    |                  |                  | Grêmio            | 1                  | 2 (4)            |                  |                  |  |                    |                    |                    |                    |  |               |                     |                     |                     |                     |                     |
|  | 10               | River Plate        | 2                | 1 (1)            |                   |                    |                  |                  |                  |  |                    |                    |                    |                    |  |               |                     |                     |                     |                     |                     |
|  | 10               | River Plate        | 2                | 1 (1)            |                   |                    |                  |                  |                  |  | Grêmio             | 0                  | 0                  |                    |  |               |                     |                     |                     |                     |                     |
|  |                  |                    |                  |                  |                   |                    |                  |                  |                  |  | Grêmio             | 0                  | 0                  |                    |  |               |                     |                     |                     |                     |                     |
|  |                  | Boca Juniors       | 0                | 2                |                   |                    |                  |                  |                  |  |                    |                    |                    |                    |  |               |                     |                     |                     |                     |                     |
|  | 6                | Boca Juniors       | 0                | 2                | Boca Juniors      | -                  | -                |                  |                  |  |                    |                    |                    |                    |  |               |                     |                     |                     |                     |                     |
|  | 6                |                    |                  |                  | Boca Juniors      | -                  | -                |                  |                  |  |                    |                    |                    |                    |  |               |                     |                     |                     |                     |                     |
|  | 11               |                    | -                | -                |                   |                    |                  |                  |                  |  |                    |                    |                    |                    |  |               |                     |                     |                     |                     |                     |
|  | 11               |                    | -                | -                | Boca Juniors      | 0                  | 2                |                  |                  |  |                    |                    |                    |                    |  |               |                     |                     |                     |                     |                     |
|  |                  |                    |                  |                  | Boca Juniors      | 0                  | 2                |                  |                  |  |                    |                    |                    |                    |  |               |                     |                     |                     |                     |                     |
|  |                  | Racing             | 0                | 1                |                   |                    |                  |                  |                  |  |                    |                    |                    |                    |  |               |                     |                     |                     |                     |                     |
|  | 3                | Racing             | 0                | 1                | Racing            | -                  | -                |                  |                  |  |                    |                    |                    |                    |  |               |                     |                     |                     |                     |                     |
|  | 3                |                    |                  |                  | Racing            | -                  | -                |                  |                  |  |                    |                    |                    |                    |  |               |                     |                     |                     |                     |                     |
|  | 14               |                    | -                | -                |                   |                    |                  |                  |                  |  |                    |                    |                    |                    |  |               |                     |                     |                     |                     |                     |

| Supercopa Libertadores 1989      |
| -------------------------------- |
| Boca Juniors Campeão (1º título) |